# Soula (Ariège)
Pour les articles homonymes, voir Soula.
Soula est une commune française située dans le département de l'Ariège, en région Occitanie. Sur le plan historique et culturel, la commune fait partie du pays de Foix, composé de la partie centrale du Plantaurel, du massif de l'Arize et d'un tronçon de la vallée de l'Ariège avec ses quelques affluents.
Exposée à un climat océanique altéré, elle est drainée par le ruisseau de la Baure et par divers autres petits cours d'eau. La commune possède un patrimoine naturel remarquable : un site Natura 2000 (le « pechs de Foix, Soula et Roquefixade, grotte de L'Herm ») et trois zones naturelles d'intérêt écologique, faunistique et floristique.
Soula est une commune rurale qui compte 171 habitants en 2022, après avoir connu un pic de population de 679 habitants en 1846. Elle fait partie de l'aire d'attraction de Foix. Ses habitants sont appelés les Soulanois ou Soulanoises.

## Géographie

### Localisation
La commune de Soula se trouve dans le département de l'Ariège, en région Occitanie.
Elle se situe à 8 km à vol d'oiseau de Foix, préfecture du département, et à 13 km de Lavelanet, bureau centralisateur du canton du Pays d'Olmes dont dépend la commune depuis 2015 pour les élections départementales.
La commune fait en outre partie du bassin de vie de Foix.
Les communes les plus proches sont : 
Leychert (2,9 km), Celles (3,0 km), L'Herm (3,3 km), Pradières (4,3 km), Saint-Paul-de-Jarrat (4,3 km), Freychenet (4,4 km), Montgailhard (5,0 km), Roquefixade (5,1 km).
Sur le plan historique et culturel, Soula fait partie du pays de Foix, composé de la partie centrale du Plantaurel, du massif de l'Arize et d'un tronçon de la vallée de l'Ariège avec ses quelques affluents, mais qui n'est plus que l'ombre du prestigieux comté qui s'étendit jusqu'à l'Espagne et même au-delà.
Soula est limitrophe de six autres communes.
Les communes limitrophes sont  Celles, L'Herm, Leychert, Montgailhard, Pradières et Saint-Paul-de-Jarrat.
| Pradières            | L'Herm |          |
| Montgailhard         | Soula  | Leychert |
| Saint-Paul-de-Jarrat | Celles |          |

### Géologie et relief
La commune est située dans la vallée de Lesponne, au sein des Pyrénées, une chaîne montagneuse jeune, érigée durant l'ère tertiaire (il y a 40 millions d'années environ), en même temps que les Alpes. Les terrains affleurants sur le territoire communal sont constitués de roches sédimentaires datant du Mésozoïque, anciennement appelé Ère secondaire, qui s'étend de −252,2 à −66,0 Ma. La structure détaillée des couches affleurantes est décrite dans la feuille « n°1075 - Foix » de la carte géologique harmonisée au 1/50 000ème du département de l'Ariège, et sa notice associée.
La superficie cadastrale de la commune publiée par l’Insee, qui sert de références dans toutes les statistiques, est de 11,16 km2,. La superficie géographique, issue de la BD Topo, composante du Référentiel à grande échelle produit par l'IGN, est quant à elle de 11,37 km2. Son relief est particulièrement escarpé puisque la dénivelée maximale atteint 534 mètres. L'altitude du territoire varie entre 480 m et 1 014 m (le pic de l'Aspre, point culminant du massif du Plantaurel).

### Hydrographie

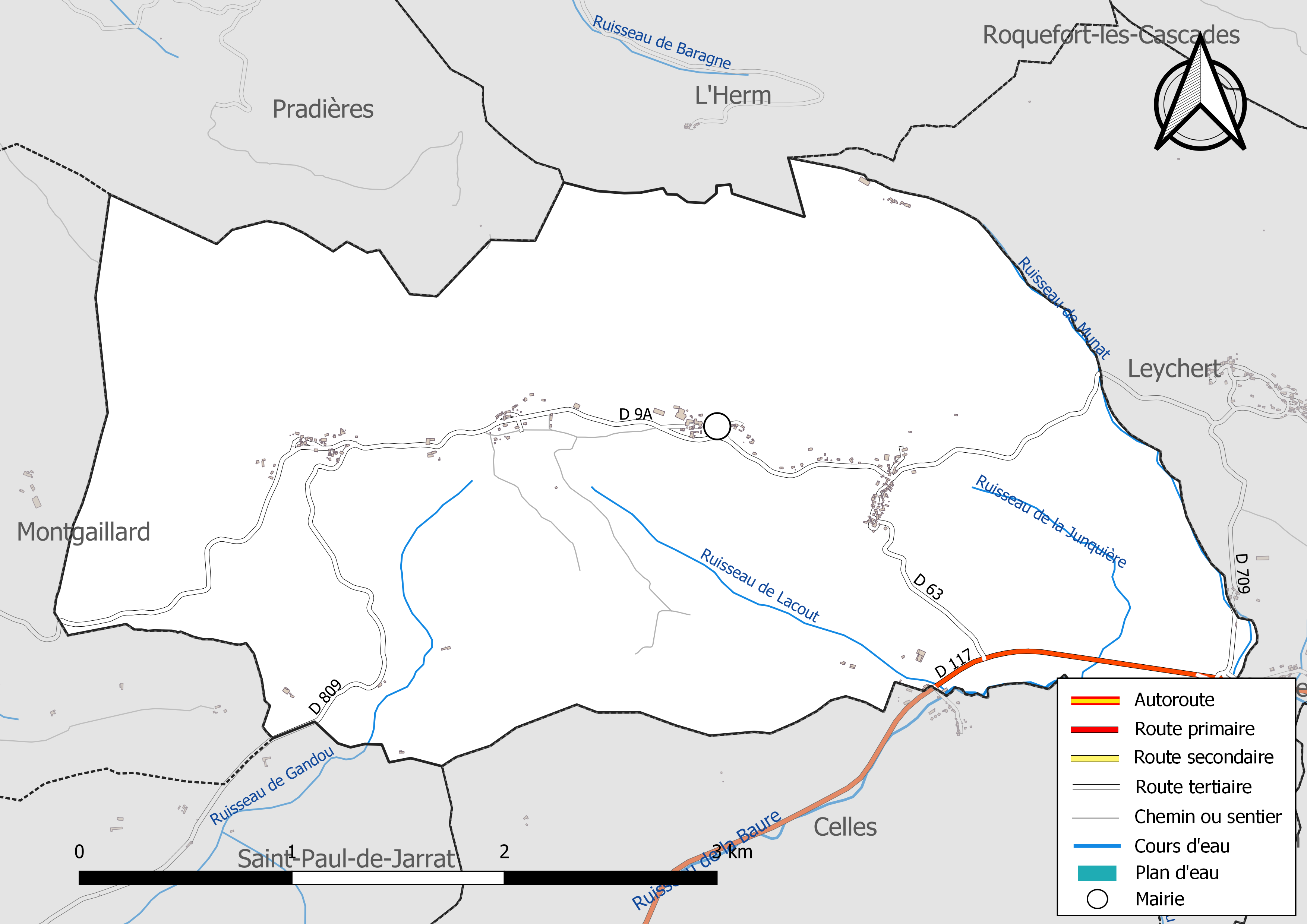
Réseaux hydrographique et routier de Soula.

La commune est dans le bassin versant de la Garonne, au sein du bassin hydrographique Adour-Garonne. Elle est drainée par le ruisseau de la Baure, le ruisseau de Cambajou, le ruisseau de Gandou, le ruisseau de Lacout, le ruisseau de la Junquière et le ruisseau de Munat, constituant un réseau hydrographique de 8 km de longueur totale,.

### Climat
Pour des articles plus généraux, voir Climat de l'Occitanie et Climat de l'Ariège.
En 2010, le climat de la commune est de type climat océanique altéré, selon une étude s'appuyant sur une série de données couvrant la période 1971-2000. En 2020, Météo-France publie une typologie des climats de la France métropolitaine dans laquelle la commune est exposée à un climat de montagne et est dans la région climatique Pyrénées centrales, caractérisée par une pluviométrie annuelle de 1 000 à 1 200 mm.
Pour la période 1971-2000, la température annuelle moyenne est de 11 °C, avec une amplitude thermique annuelle de 15,4 °C. Le cumul annuel moyen de précipitations est de 928 mm, avec 9,7 jours de précipitations en janvier et 6,3 jours en juillet. Pour la période 1991-2020, la température moyenne annuelle observée sur la station météorologique la plus proche, située sur la commune de Roquefort-les-Cascades à 5 km à vol d'oiseau, est de 12,7 °C et le cumul annuel moyen de précipitations est de 1 101,5 mm,. Pour l'avenir, les paramètres climatiques de la commune estimés pour 2050 selon différents scénarios d'émission de gaz à effet de serre sont consultables sur un site dédié publié par Météo-France en novembre 2022.

### Milieux naturels et biodiversité

#### Réseau Natura 2000

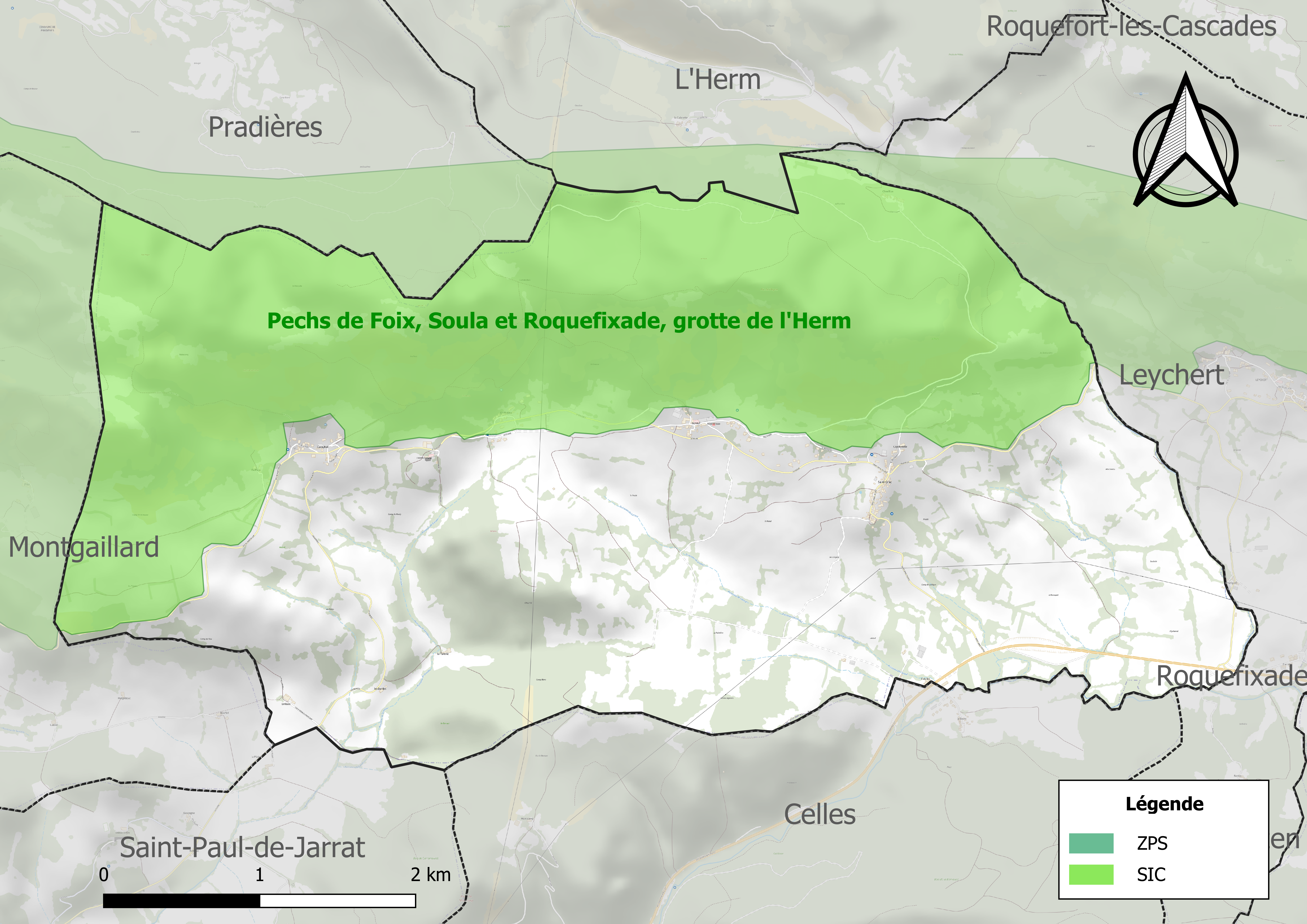
Site Natura 2000 sur le territoire communal.

Le réseau Natura 2000 est un réseau écologique européen de sites naturels d'intérêt écologique élaboré à partir des directives habitats et oiseaux, constitué de zones spéciales de conservation (ZSC) et de zones de protection spéciale (ZPS).
Un site Natura 2000 a été défini sur la commune au titre de la directive habitats : le « pechs de Foix, Soula et Roquefixade, grotte de l'Herm », d'une superficie de 2 211 ha, un milieu souterrain exceptionnel  (site reproduction trois espèces dechauves souris) avec une forte biodiversité.

#### Zones naturelles d'intérêt écologique, faunistique et floristique
L’inventaire des zones naturelles d'intérêt écologique, faunistique et floristique (ZNIEFF) a pour objectif de réaliser une couverture des zones les plus intéressantes sur le plan écologique, essentiellement dans la perspective d’améliorer la connaissance du patrimoine naturel national et de fournir aux différents décideurs un outil d’aide à la prise en compte de l’environnement dans l’aménagement du territoire.
Une ZNIEFF de type 1 est recensée sur la commune :
« le Plantaurel entre Foix et Lavelanet » (11 312 ha), couvrant 26 communes du département et deux ZNIEFF de type 2, : 
- « le Plantaurel » (42 116 ha), couvrant 72 communes dont 68 dans l'Ariège, 2 dans l'Aude et 2 dans la Haute-Garonne[27] ;
- les « montagnes d'Olmes » (31 924 ha), couvrant 33 communes dont 31 dans l'Ariège et 2 dans l'Aude[28].

Carte des ZNIEFF de type 1 et 2 à Soula.
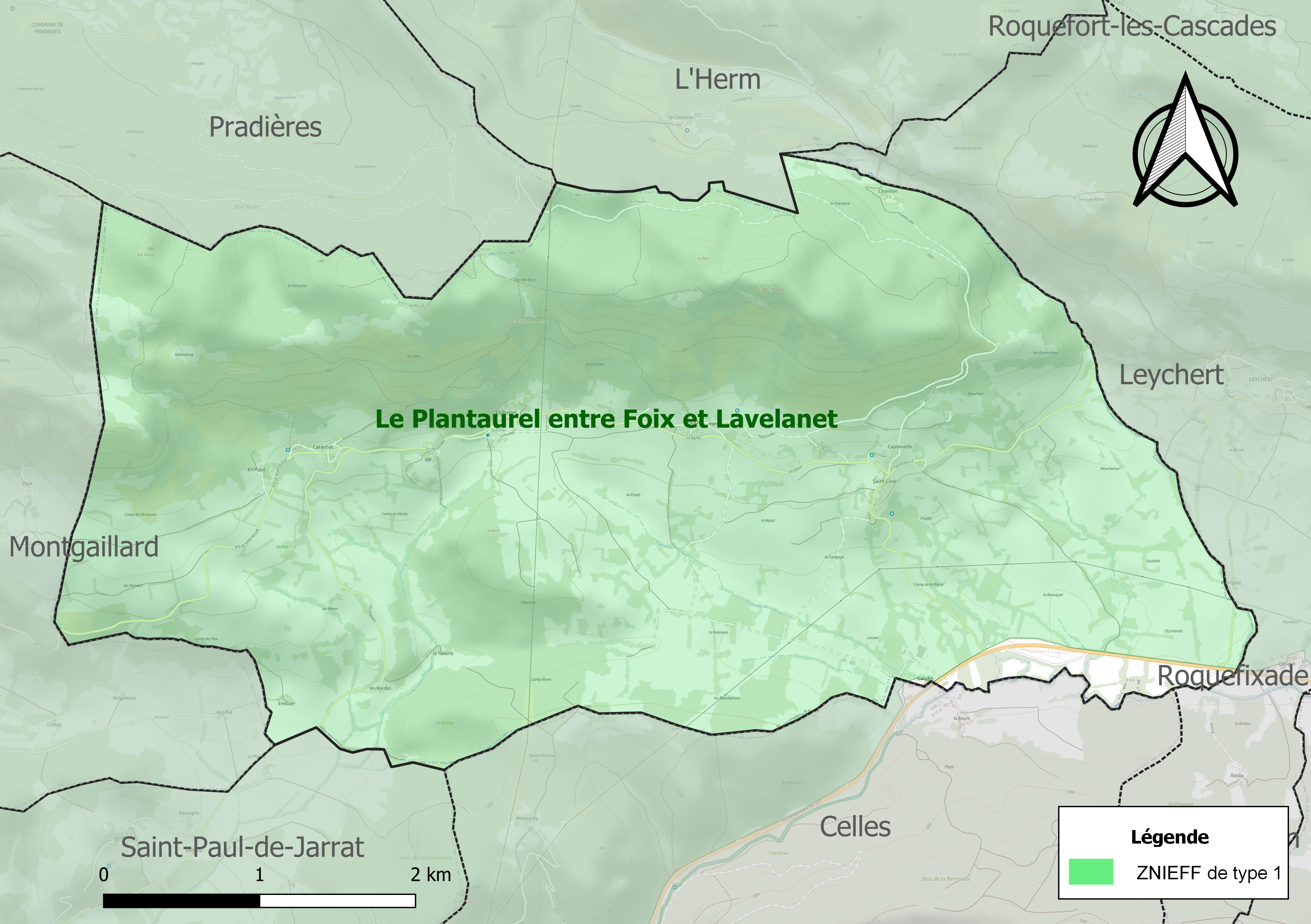
Carte de la ZNIEFF de type 1 sur la commune.
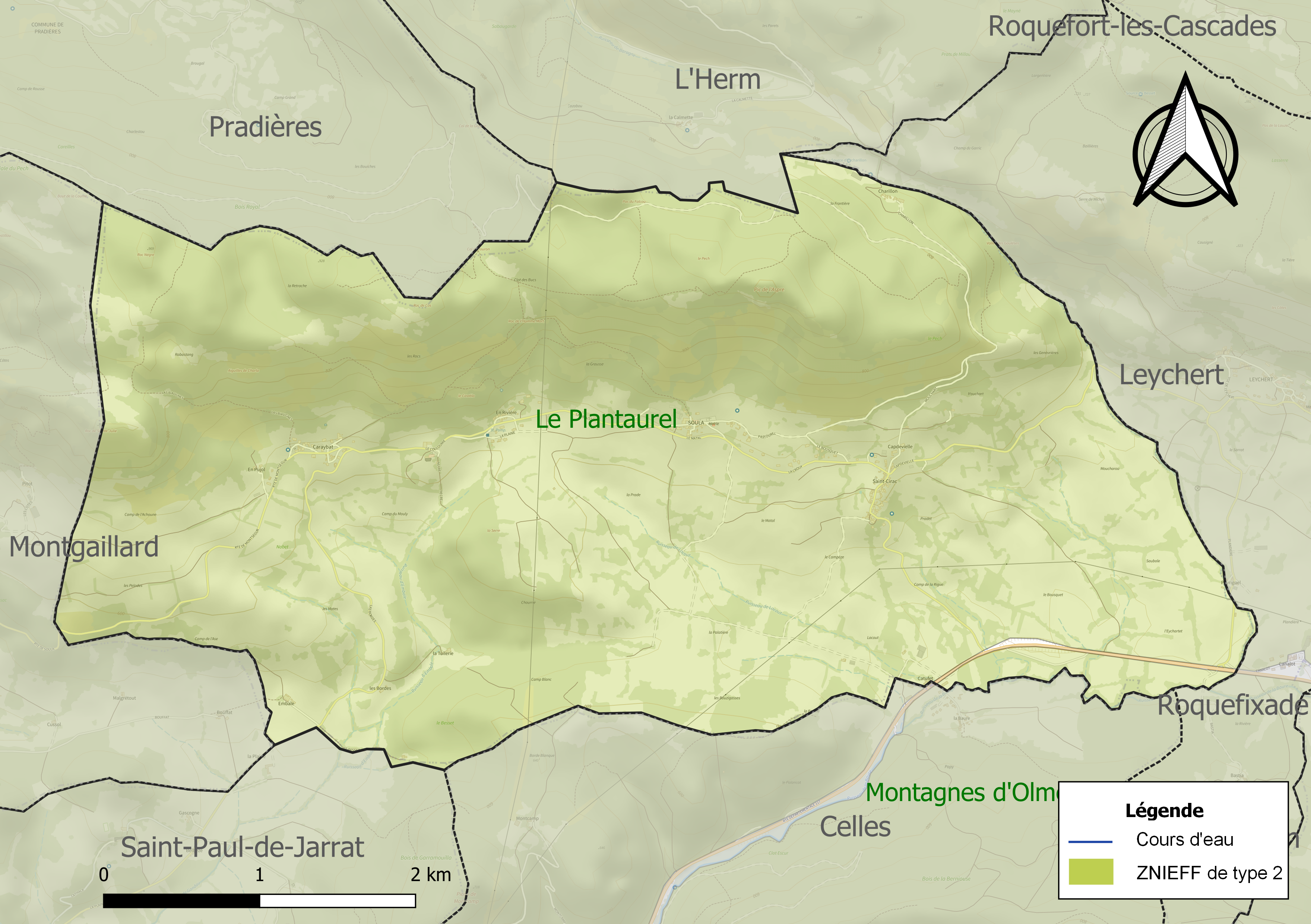
Carte des ZNIEFF de type 2 sur la commune.

## Urbanisme

### Typologie
Au 1er janvier 2024, Soula est catégorisée commune rurale à habitat très dispersé, selon la nouvelle grille communale de densité à 7 niveaux définie par l'Insee en 2022.
Elle est située hors unité urbaine. Par ailleurs la commune fait partie de l'aire d'attraction de Foix, dont elle est une commune de la couronne,. Cette aire, qui regroupe 38 communes, est catégorisée dans les aires de moins de 50 000 habitants,.

### Occupation des sols
L'occupation des sols de la commune, telle qu'elle ressort de la base de données européenne d’occupation biophysique des sols Corine Land Cover (CLC), est marquée par l'importance des territoires agricoles (52,5 % en 2018), en augmentation par rapport à 1990 (51,5 %). La répartition détaillée en 2018 est la suivante : 
prairies (48,1 %), forêts (29,1 %), milieux à végétation arbustive et/ou herbacée (18,4 %), zones agricoles hétérogènes (4,3 %). L'évolution de l’occupation des sols de la commune et de ses infrastructures peut être observée sur les différentes représentations cartographiques du territoire : la carte de Cassini (XVIIIe siècle), la carte d'état-major (1820-1866) et les cartes ou photos aériennes de l'IGN pour la période actuelle (1950 à aujourd'hui).

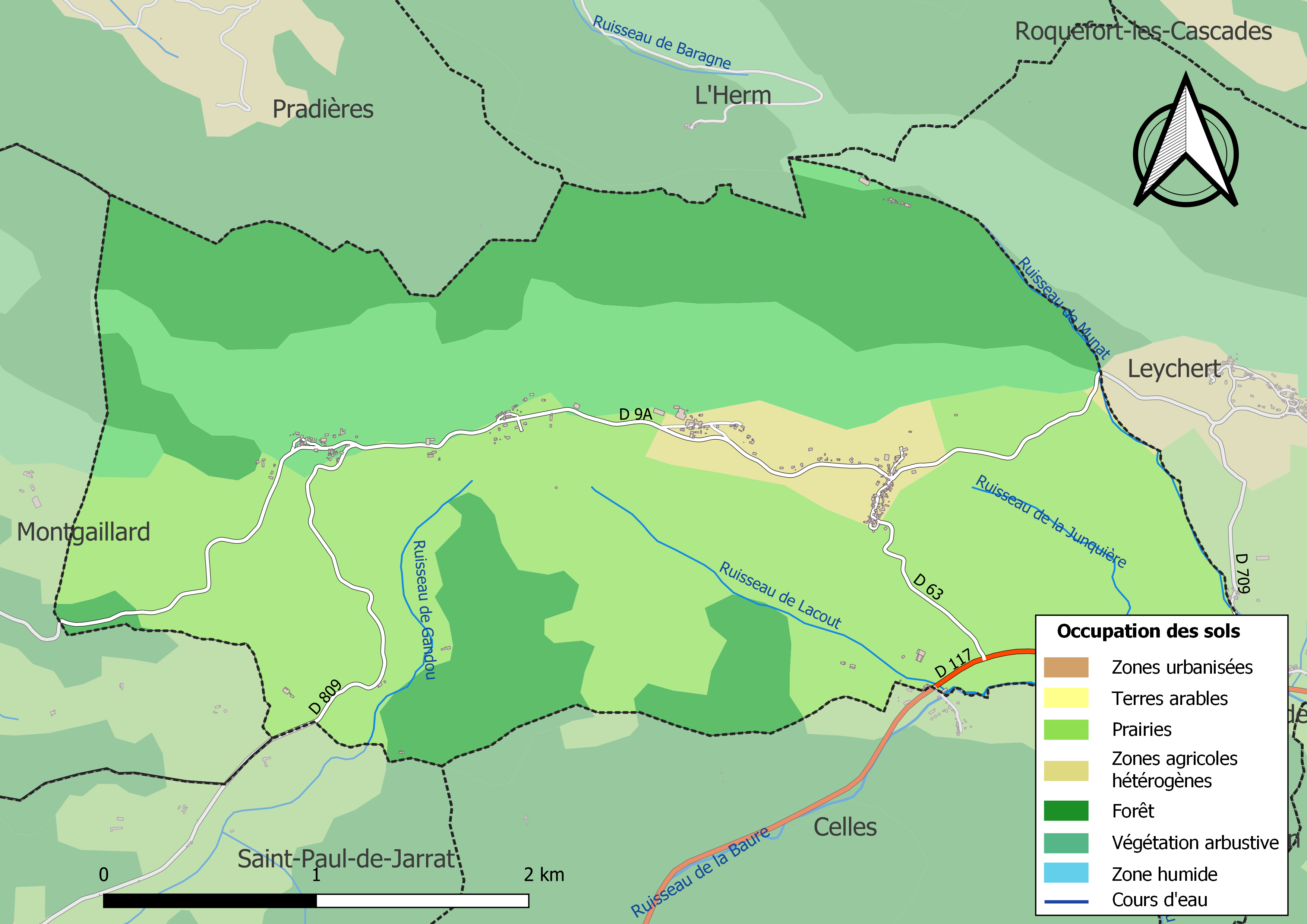
Carte des infrastructures et de l'occupation des sols de la commune en 2018 (CLC).

### Hameaux et lieux-dits
La commune est divisée en quatre hameaux principaux   Caraybat, En rivière, Soula, Saint-Cirac ainsi que quelques lieux-dits : Catufet, Charillon, les Bordes, la Tuilerie, Emballe et Empujol.

### Habitat et logement
En 2018, le nombre total de logements dans la commune était de 119, alors qu'il était de 130 en 2013 et de 130 en 2008.
Parmi ces logements, 71,3 % étaient des résidences principales, 22,8 % des résidences secondaires et 5,9 % des logements vacants. Ces logements étaient pour 95 % d'entre eux des maisons individuelles et pour 3,4 % des appartements.
Le tableau ci-dessous présente la typologie des logements à Soula en 2018 en comparaison avec celle de l'Ariège et de la France entière. Une caractéristique marquante du parc de logements est ainsi une proportion de résidences secondaires et logements occasionnels (22,8 %) inférieure à celle du département (24,6 %) mais supérieure à celle de la France entière (9,7 %). Concernant le statut d'occupation de ces logements, 83,5 % des habitants de la commune sont propriétaires de leur logement (86,5 % en 2013), contre 66,3 % pour l'Ariège et 57,5 % pour la France entière.
| Typologie                                               | Soula | Ariège | France entière |
| ------------------------------------------------------- | ----- | ------ | -------------- |
| Résidences principales (en %)                           | 71,3  | 65,7   | 82,1           |
| Résidences secondaires et logements occasionnels (en %) | 22,8  | 24,6   | 9,7            |
| Logements vacants (en %)                                | 5,9   | 9,7    | 8,2            |

### Voies de communication et transports
On y accède par les routes départementales D 117 ou D 9A.

### Risques majeurs
Le territoire de la commune de Soula est vulnérable à différents aléas naturels : inondations, climatiques (grand froid ou canicule), feux de forêts, mouvements de terrains et séisme (sismicité modérée). Il est également exposé à un risque technologique, le transport de matières dangereuses,.

#### Risques naturels

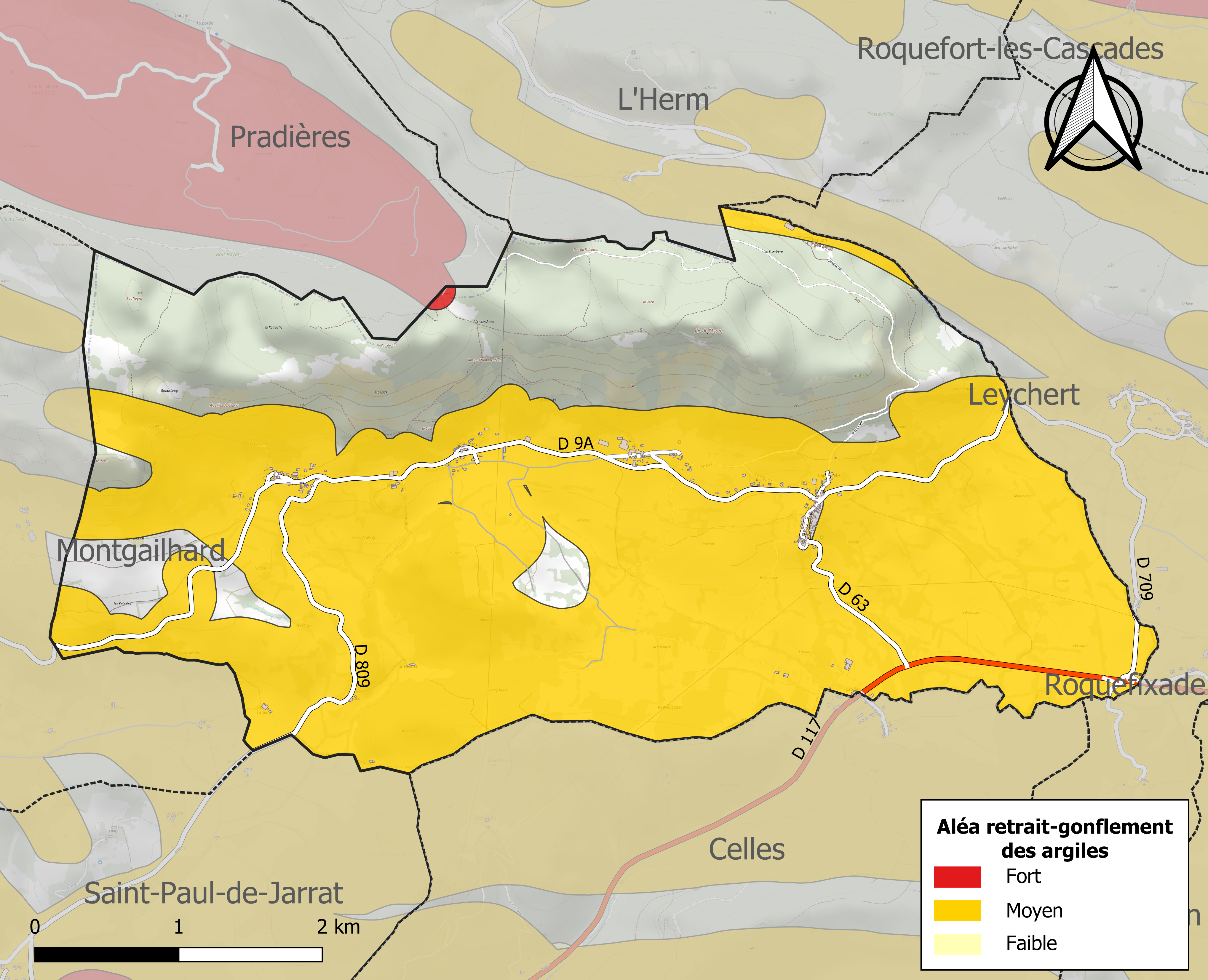
Zonage de l'aléa retrait-gonflement des argiles sur la commune de Soula.

Certaines parties du territoire communal sont susceptibles d’être affectées par le risque d’inondation par crue torrentielle d'un cours d'eau, ou ruissellement d'un versant.
Les mouvements de terrains susceptibles de se produire sur la commune sont soit des chutes de blocs, soit des glissements de terrains, soit des effondrements liés à des cavités souterraines, soit des mouvements liés au retrait-gonflement des argiles. Près de 50 % de la superficie du département est concernée par l'aléa retrait-gonflement des argiles, dont la commune de Soula. L'inventaire national des cavités souterraines permet par ailleurs de localiser celles situées sur la commune.
Près de 50 % de la superficie du département est concernée par l'aléa retrait-gonflement des argiles, dont la commune de Soula. L'inventaire national des cavités souterraines permet par ailleurs de localiser celles situées sur la commune.

#### Risques technologiques
Le risque de transport de matières dangereuses par une infrastructure routière ou ferroviaire ou par une canalisation de transport de gaz concerne la commune. Un accident se produisant sur une telle infrastructure est en effet susceptible d’avoir des effets graves au bâti ou aux personnes jusqu’à 350 m, selon la nature du matériau transporté. Des dispositions d’urbanisme peuvent être préconisées en conséquence.

## Toponymie
La commune de Soula tire son nom de sa situation ensoleillée sur le versant sud du massif (« la soulane » est le nom donné aux faces des massifs orientées au sud).

## Histoire
Inclus dans la châtellenie de Roquefixade, Soula sera compris dans la province du Languedoc et non dans le proche comté de Foix et ce, dès le milieu du XIIIe siècle jusqu’à la Révolution. Cependant, Caraybat était une seigneurie comprise dans le comté de Foix.

## Politique et administration

### Découpage territorial
La commune de Soula est membre de la communauté d'agglomération Pays Foix-Varilhes, un établissement public de coopération intercommunale (EPCI) à fiscalité propre créé le 16 novembre 2016 dont le siège est à Foix. Ce dernier est par ailleurs membre d'autres groupements intercommunaux.
Sur le plan administratif, elle est rattachée à l'arrondissement de Foix, au département de l'Ariège, en tant que circonscription administrative de l'État, et à la région Occitanie.
Sur le plan électoral, elle dépend du canton du Pays d'Olmes pour l'élection des conseillers départementaux, depuis le redécoupage cantonal de 2014 entré en vigueur en 2015, et de la première circonscription de l'Ariège  pour les élections législatives, depuis le redécoupage électoral de 1986.

### Administration municipale
Le nombre d'habitants au recensement de 2011 étant compris entre 100 et 499, le nombre de membres du conseil municipal pour l'élection de 2014 est de onze,.

### Rattachements administratifs et électoraux
Commune faisant l'arrondissement de Foix, de la communauté d'agglomération Pays Foix-Varilhes et du canton du Val d'Ariège (avant le redécoupage départemental de 2014, Soula faisait partie de l'ex-canton de Foix-Rural) et avant le 1er janvier 2017 elle faisait partie de la communauté de communes du Pays de Foix.

### Liste des maires
| Période                                  | Période  | Identité       | Étiquette | Qualité                    |
| ---------------------------------------- | -------- | -------------- | --------- | -------------------------- |
| 1989                                     | En cours | Michel Audinos | DVG       | Retraité Fonction publique |
| Les données manquantes sont à compléter. |          |                |           |                            |

## Population et société

### Démographie
L'évolution du nombre d'habitants est connue à travers les recensements de la population effectués dans la commune depuis 1793. Pour les communes de moins de 10 000 habitants, une enquête de recensement portant sur toute la population est réalisée tous les cinq ans, les populations de référence des années intermédiaires étant quant à elles estimées par interpolation ou extrapolation. Pour la commune, le premier recensement exhaustif entrant dans le cadre du nouveau dispositif a été réalisé en 2007.

En 2022, la commune comptait 171 habitants, en évolution de −6,56 % par rapport à 2016 (Ariège : +1,48 %, France hors Mayotte : +2,11 %).
| 1793 | 1800 | 1806 | 1821 | 1831 | 1836 | 1841 | 1846 | 1851 |
| ---- | ---- | ---- | ---- | ---- | ---- | ---- | ---- | ---- |
| 587  | 547  | 570  | 635  | 623  | 635  | 606  | 679  | 625  |

| 1856 | 1861 | 1866 | 1872 | 1876 | 1881 | 1886 | 1891 | 1896 |
| ---- | ---- | ---- | ---- | ---- | ---- | ---- | ---- | ---- |
| 577  | 578  | 551  | 553  | 554  | 533  | 508  | 433  | 363  |

| 1901 | 1906 | 1911 | 1921 | 1926 | 1931 | 1936 | 1946 | 1954 |
| ---- | ---- | ---- | ---- | ---- | ---- | ---- | ---- | ---- |
| 372  | 342  | 326  | 251  | 243  | 232  | 235  | 206  | 167  |

| 1962 | 1968 | 1975 | 1982 | 1990 | 1999 | 2006 | 2007 | 2012 |
| ---- | ---- | ---- | ---- | ---- | ---- | ---- | ---- | ---- |
| 122  | 100  | 96   | 100  | 153  | 159  | 196  | 201  | 193  |

| 2017 | 2022 | - | - | - | - | - | - | - |
| ---- | ---- | - | - | - | - | - | - | - |
| 177  | 171  | - | - | - | - | - | - | - |

| selon la population municipale des années : | 1968 | 1975 | 1982 | 1990 | 1999 | 2006 | 2009 | 2013 |
| Rang de la commune dans le département      | 190  | 218  | 209  | 153  | 151  | 136  | 131  | 144  |
| Nombre de communes du département           | 340  | 328  | 330  | 332  | 332  | 332  | 332  | 332  |

### Enseignement
Soula fait partie de l'académie de Toulouse.

### Activités sportives
Chasse, randonnée pédestre.

## Économie

### Revenus
En 2018, la commune compte 80 ménages fiscaux, regroupant 171 personnes. La médiane du revenu disponible par unité de consommation est de 22 140 € (19 820 € dans le département).

### Emploi
| Division       | 2008  | 2013   | 2018   |
| -------------- | ----- | ------ | ------ |
| Commune        | 4,6 % | 4,3 %  | 3,8 %  |
| Département    | 8,9 % | 11,1 % | 11,2 % |
| France entière | 8,3 % | 10 %   | 10 %   |

En 2018, la population âgée de 15 à 64 ans s'élève à 105 personnes, parmi lesquelles on compte 79,2 % d'actifs (75,5 % ayant un emploi et 3,8 % de chômeurs) et 20,8 % d'inactifs,. Depuis 2008, le taux de chômage communal (au sens du recensement) des 15-64 ans est inférieur à celui de la France et du département.
La commune fait partie de la couronne de l'aire d'attraction de Foix, du fait qu'au moins 15 % des actifs travaillent dans le pôle,. Elle compte 41 emplois en 2018, contre 24 en 2013 et 26 en 2008. Le nombre d'actifs ayant un emploi résidant dans la commune est de 90, soit un indicateur de concentration d'emploi de 45,2 % et un taux d'activité parmi les 15 ans ou plus de 63,6 %.
Sur ces 90 actifs de 15 ans ou plus ayant un emploi, 23 travaillent dans la commune, soit 25 % des habitants. Pour se rendre au travail, 72,5 % des habitants utilisent un véhicule personnel ou de fonction à quatre roues, 5,5 % les transports en commun, 4,4 % s'y rendent en deux-roues, à vélo ou à pied et 17,6 % n'ont pas besoin de transport (travail au domicile).

### Activités hors agriculture
13 établissements sont implantés  à Soula au 31 décembre 2019.
Le secteur des activités spécialisées, scientifiques et techniques et des activités de services administratifs et de soutien est prépondérant sur la commune puisqu'il représente 46,2 % du nombre total d'établissements de la commune (6 sur les 13 entreprises implantées  à Soula), contre 13,2 % au niveau départemental.

### Agriculture
|                                   | 1988 | 2000 | 2010 |
| --------------------------------- | ---- | ---- | ---- |
| Exploitations                     | 14   | 12   | 9    |
| Superficie agricole utilisée (ha) | 535  | 682  | 621  |

La commune fait partie de la petite région agricole dénommée « Région sous-pyrénéenne ». En 2010, l'orientation technico-économique de l'agriculture  sur la commune est l'élevage de bovins, lait, élevage et viande combinés. Neuf exploitations agricoles ayant leur siège dans la commune sont dénombrées lors du recensement agricole de 2010 (douze en 1988). La superficie agricole utilisée est de 621 ha.

## Culture locale et patrimoine

### Lieux et bâtiments
- Église Sainte-Marie Madeleine de Soula.
- Église Saint-Jean-Baptiste de Caraybat, à Caraybat.
- Les demoiselles de Caraybat sont des aiguilles rocheuses situées au-dessus de Caraybat[54].
- Château de Caraybat, privé.
- Pic de l'Aspre (1 011 m).

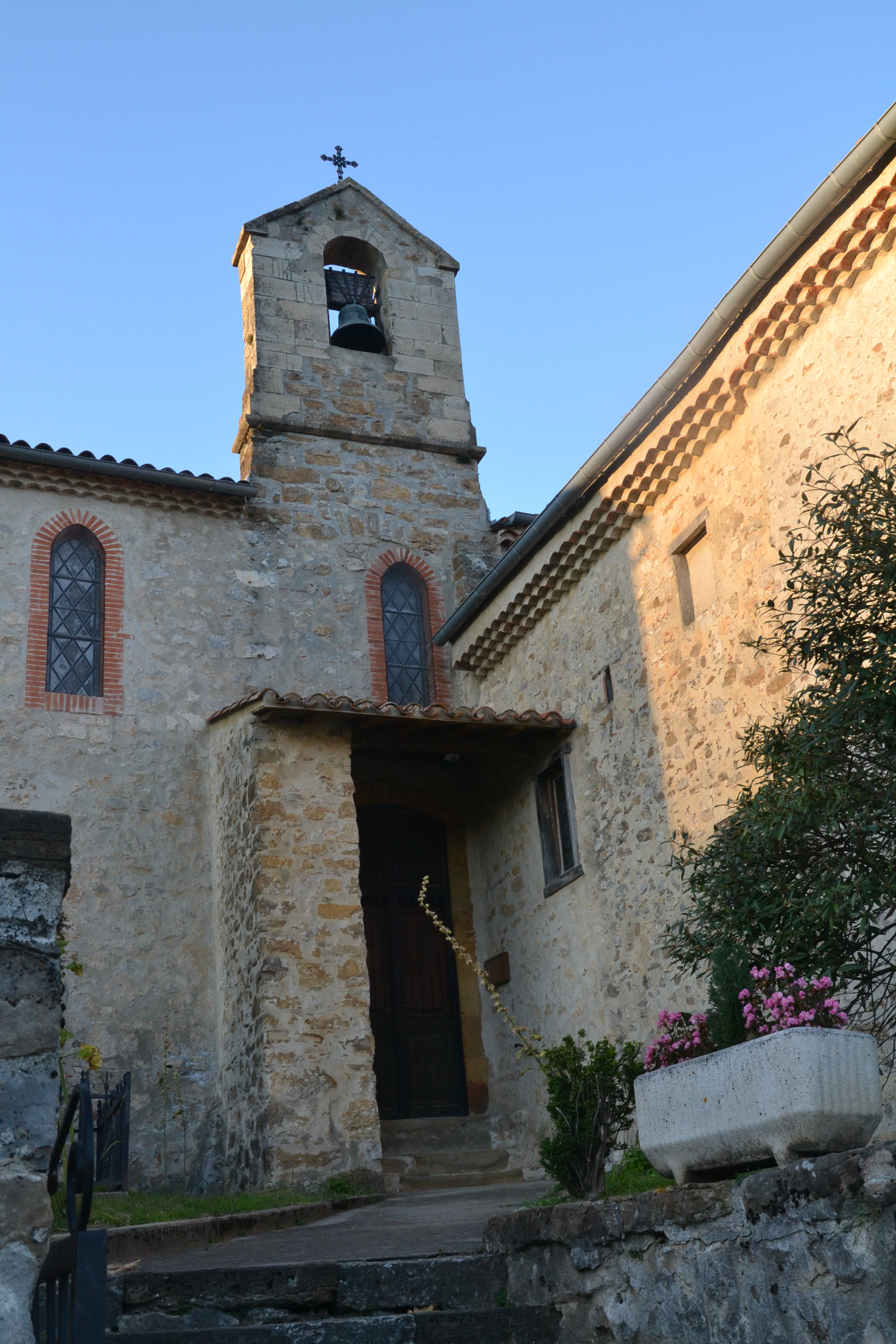
Église Sainte-Madeleine de Soula.
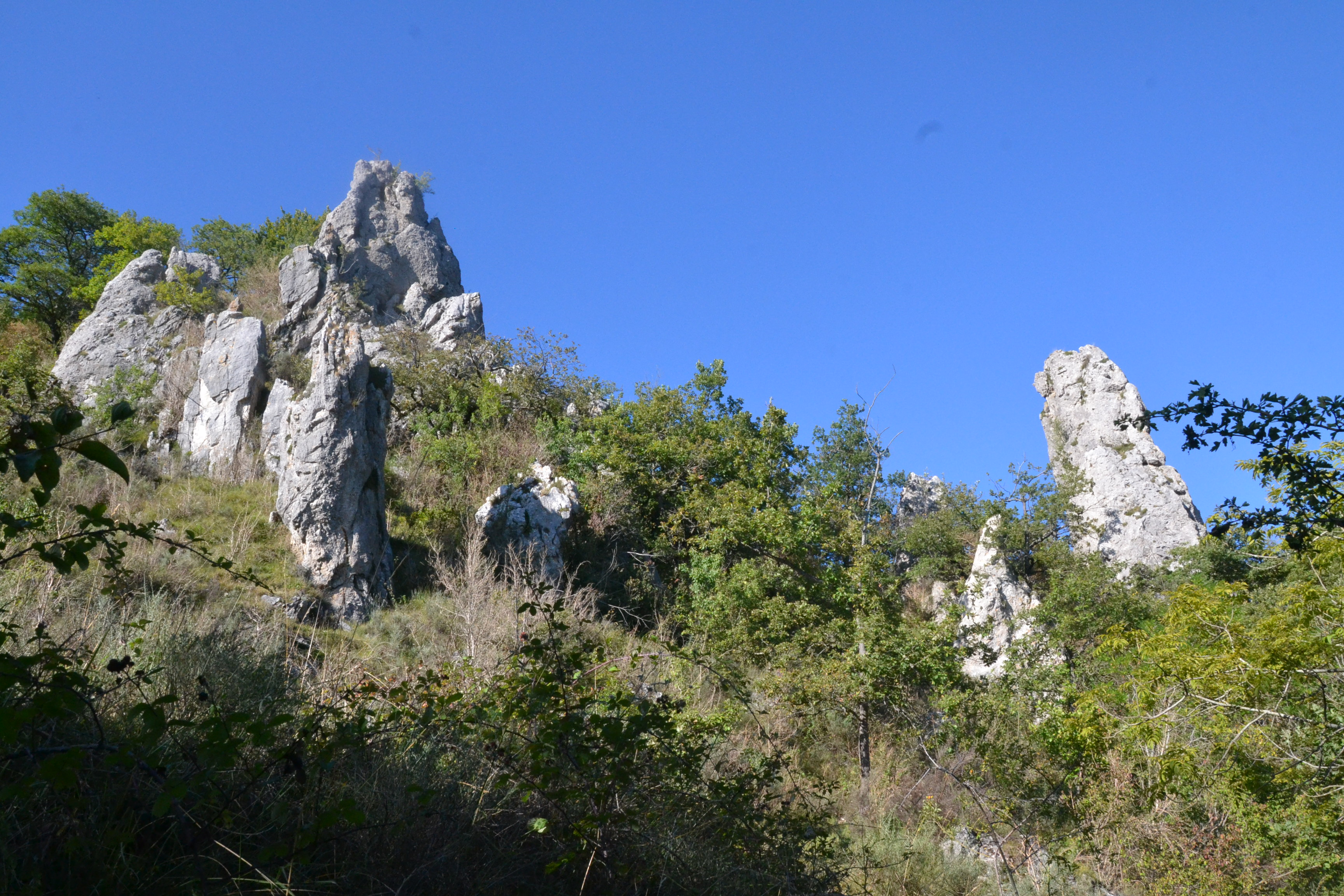
Les Demoiselles du Caraybat. Pitons rocheux près de Soula.
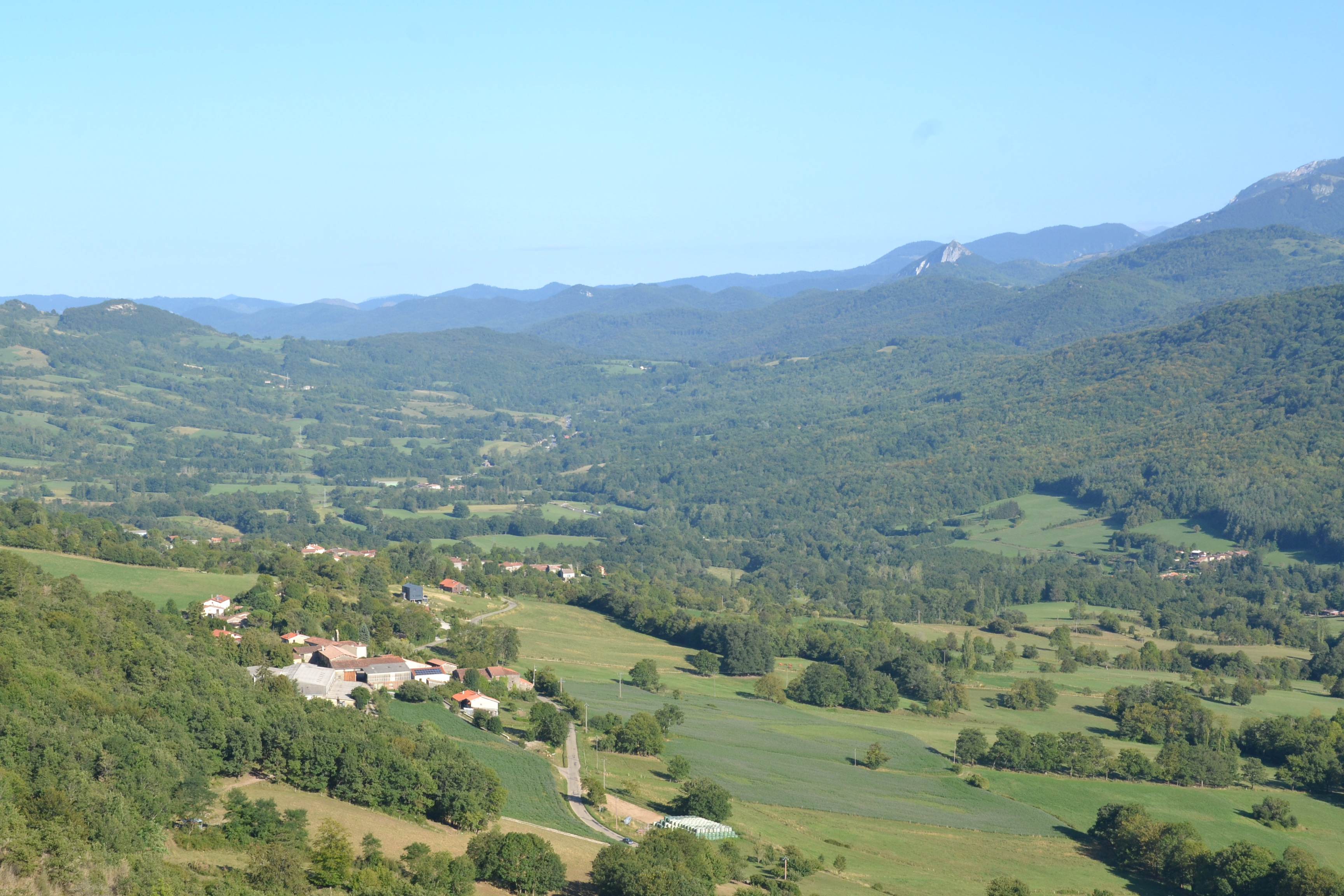
La vallée de Lesponne et le massif de Tabe, depuis les hauteurs de Soula.
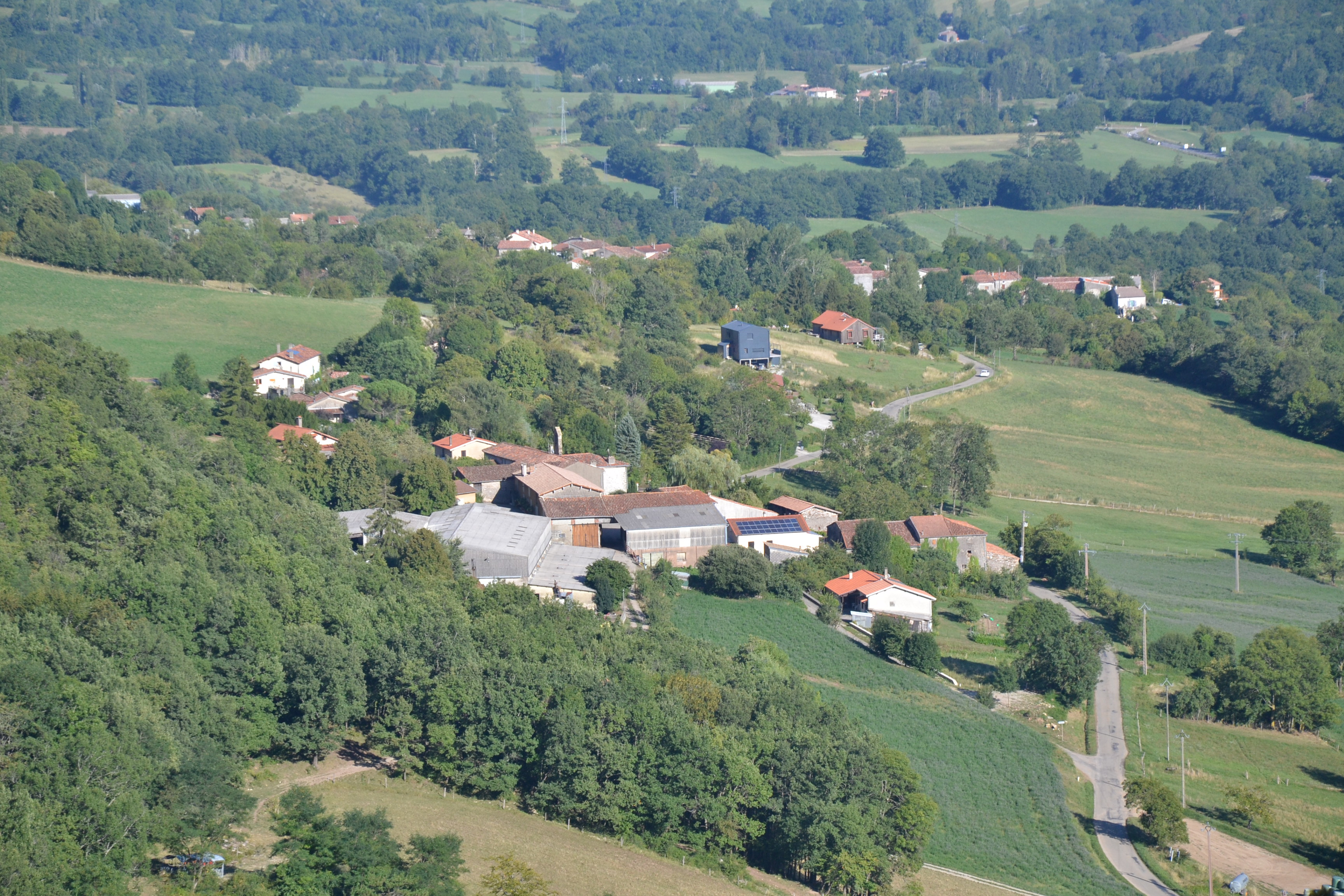
Le village de Soula.
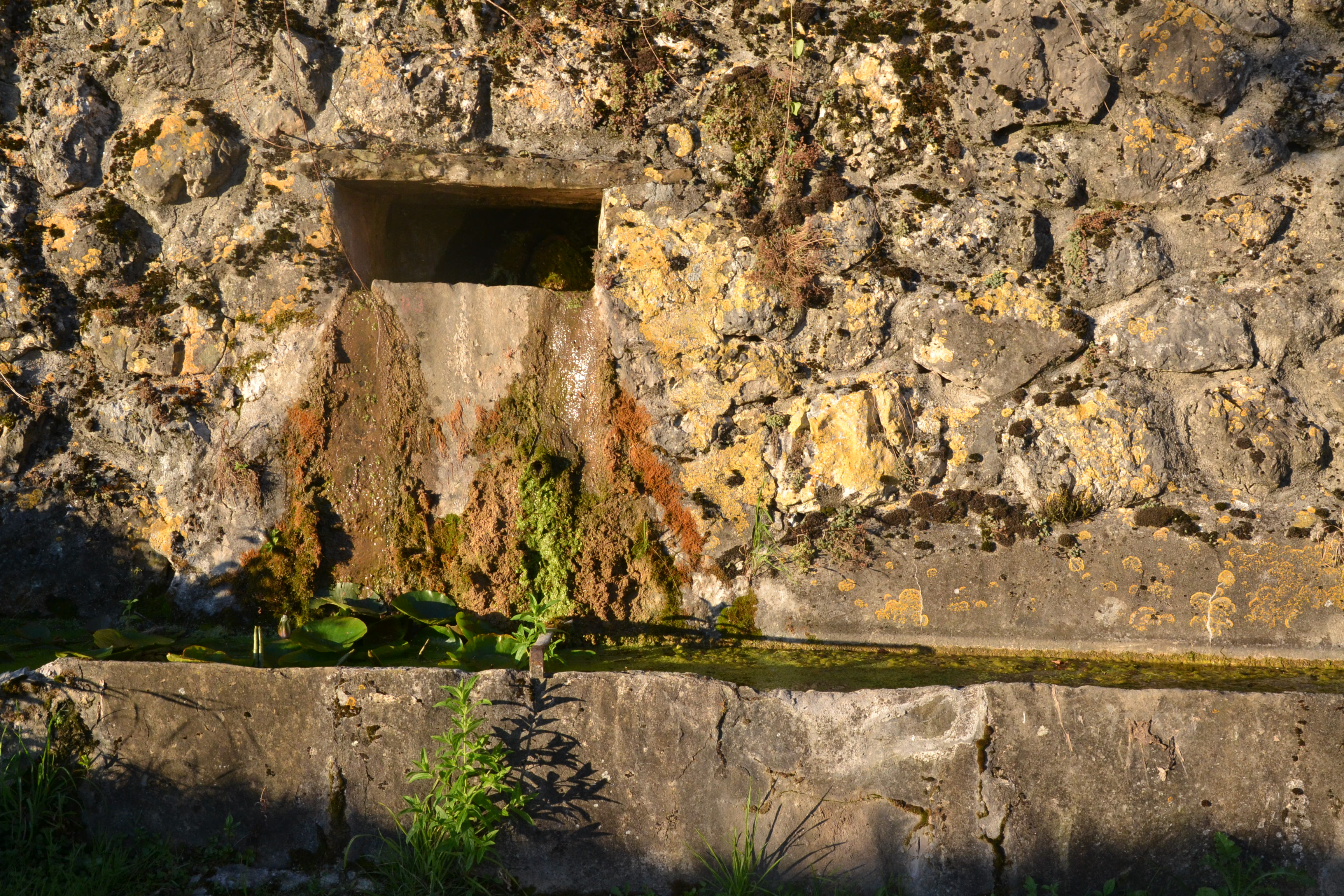
Une fontaine à Soula.
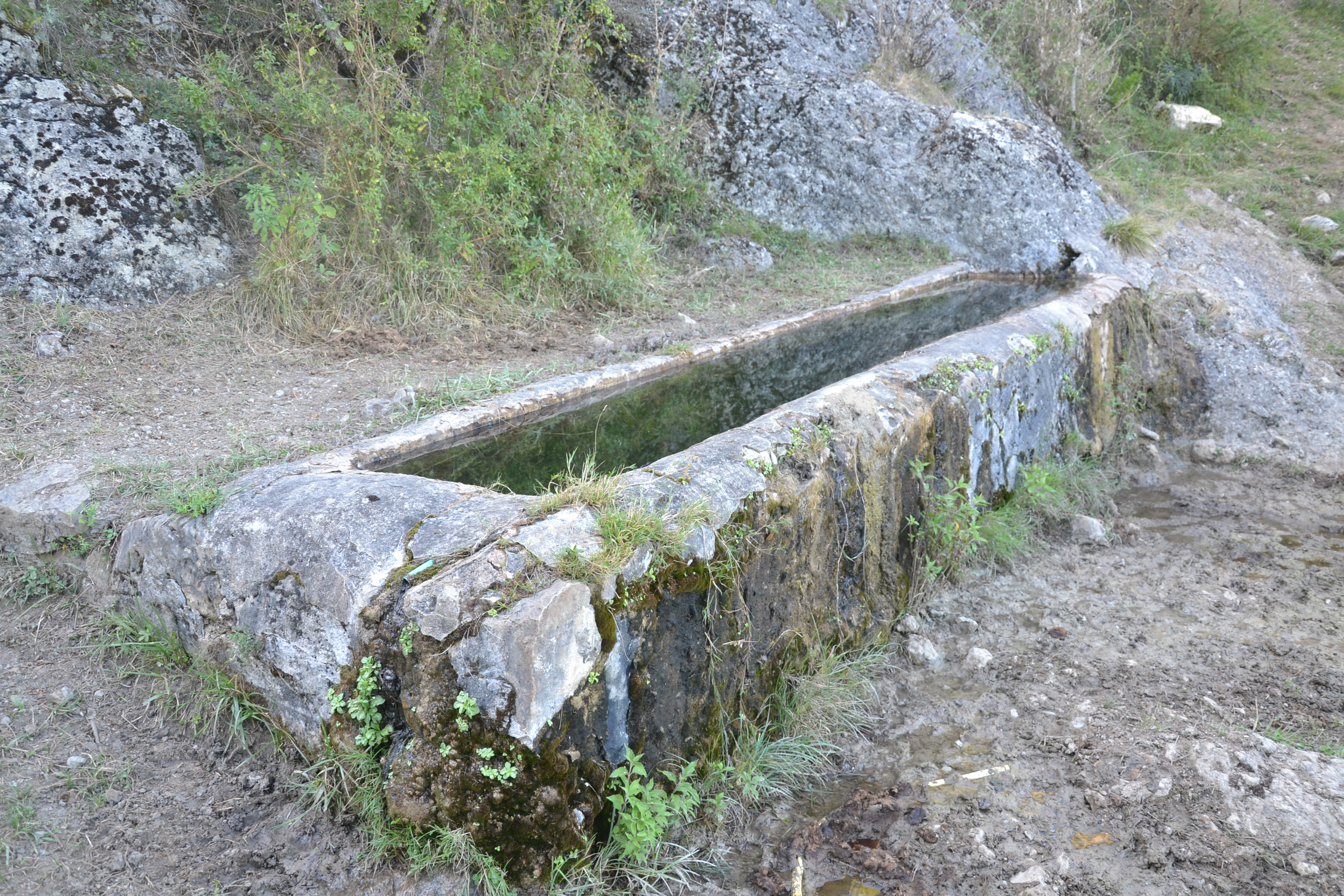
Un abreuvoir à Soula.
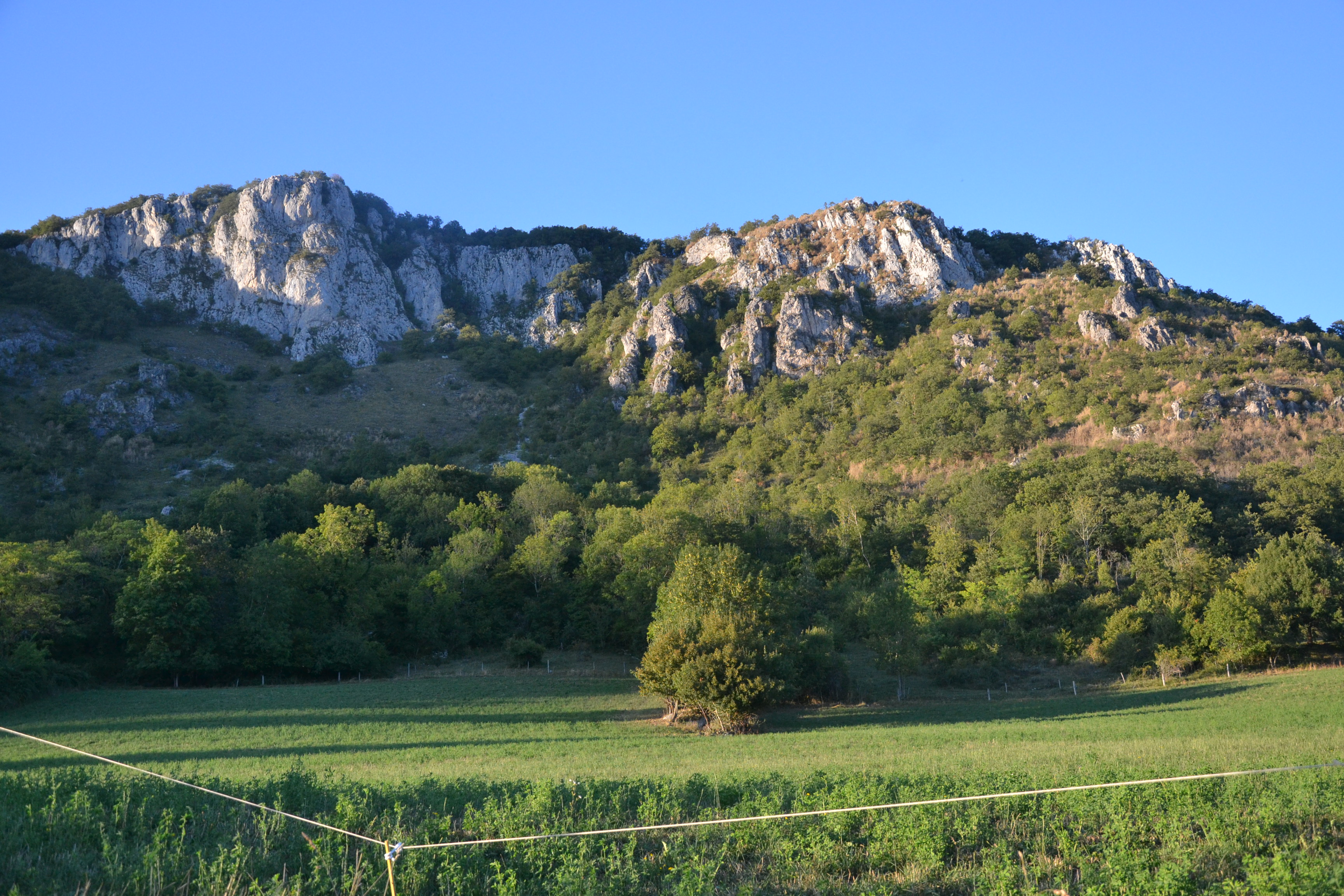
Le pic de l'Aspre, point culminant du Plantaurel.
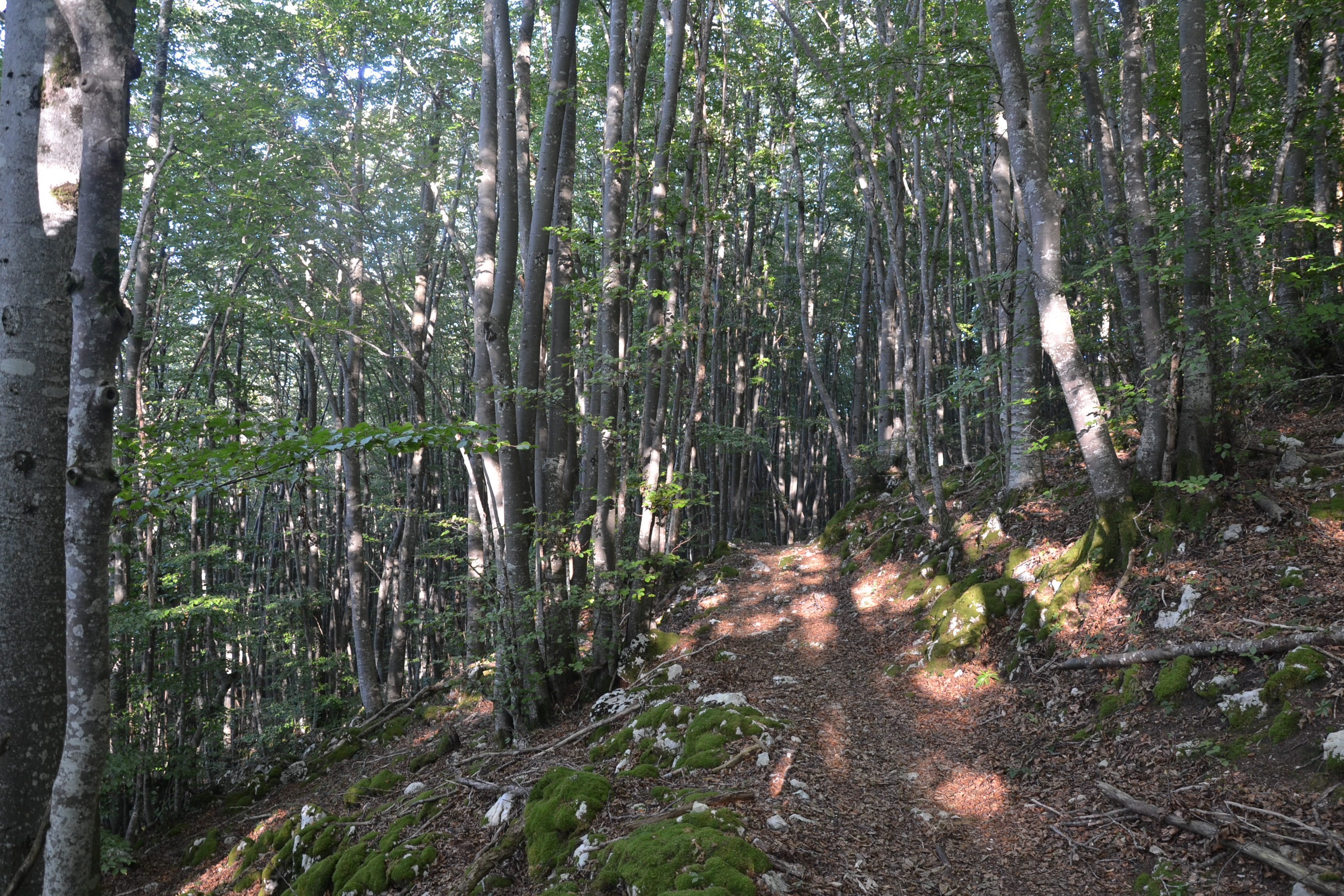
Forêt de hêtres, pic de l'Aspre.
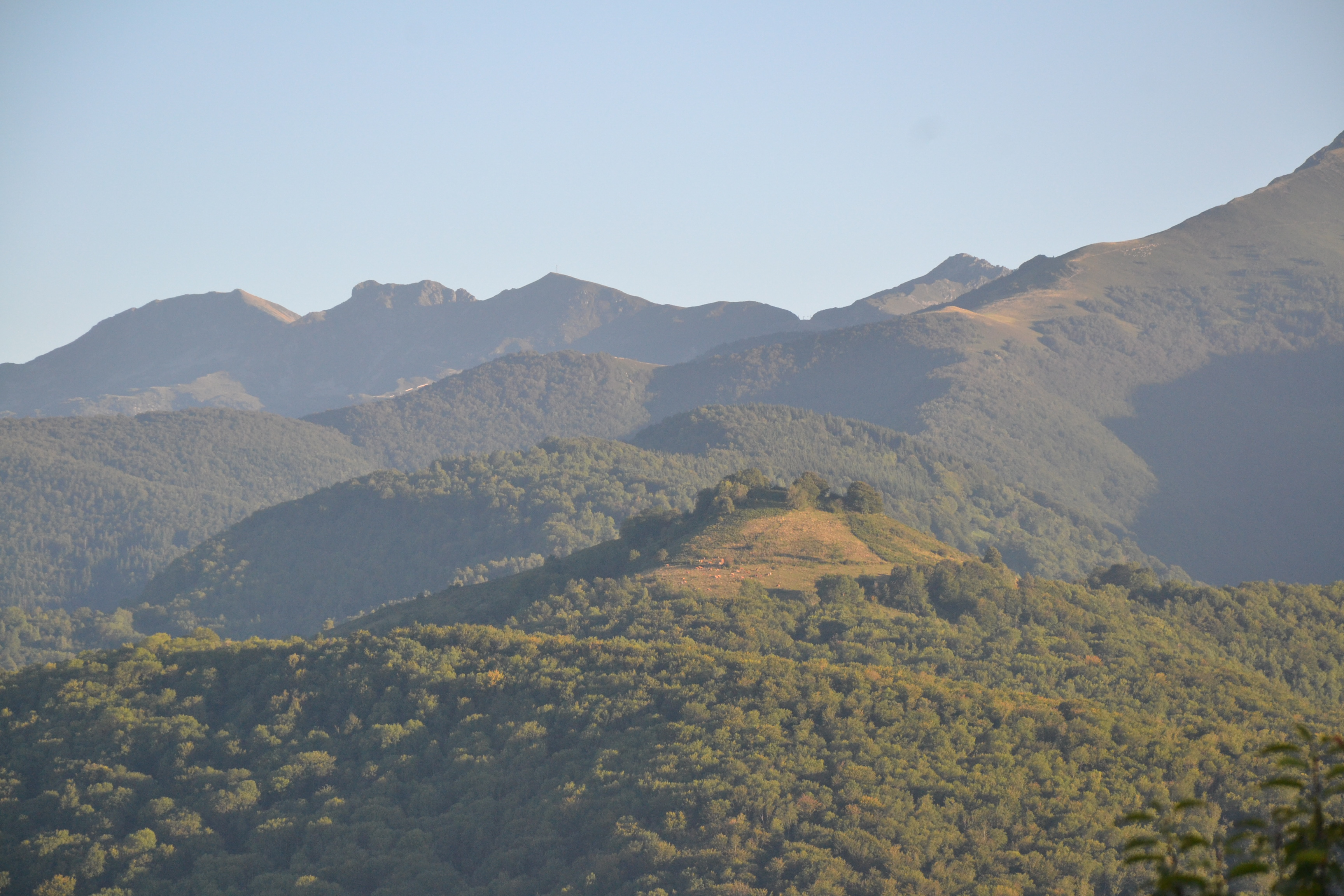
Le massif de Tabe depuis Soula.

### Personnalités liées à la commune
- Joseph Delteil : né le 21 mars 1909 à Soula, décédé le 7 novembre 1979 à Foix, spéléologue[55].

### Héraldique
| Blason de Soula | Blason  | Écartelé : d'un coupé de gueules et d'or, vêtu de l'un en l'autre (ville de Soula), et d'azur à trois billettes d'argent posées en bande (hameau de Saint-Cirac). |
| Blason de Soula | Détails | Fusion par écartelé des deux blasons de Soula et de son hameau Saint-Cirac Le statut officiel du blason reste à déterminer.                                       |
| Blason de Soula | Alias   | Coupé de gueules et d'or, vêtu de l'un en l'autre. |

## Pour approfondir